# 官方檢控辦事處 (加拿大)
在加拿大，官方檢控辦事處（英語：Crown Attorney Office）是指各省負責檢控大部分刑事罪行的政府機構。在大多數情況下，每個官方檢控辦事處都由該省律政廳長（或魁北克省司法廳長）管轄，後者負責在省一級的刑事檢控工作。
官方檢控辦事處一般按市轄區（縣、地區自治市等）分佈在各省。一些大城市，比如多倫多，則會有多個官方檢控辦事處。每個辦事處均直接向省律政廳長（或魁北克省司法廳長）負責。
在卑詩省、諾華斯高沙省和魁北克省，刑事案件由刑事檢控專員（英語：Director of Public Prosecutions）負責。在其他省份，負責刑事檢控的機構都被稱為「官方檢控辦事處」或類似名稱。
對於聯邦級刑事案件，負責實體則為加拿大檢控署。

## 各省官方檢控辦事處列表
- 亞伯達省 - 首席檢控官（Chief Crown Prosecutor） - Crown Prosecutor's Office[1]
- 卑詩省 - 刑事檢控專員（Director of Public Prosecution） - Office of Public Prosecution
- 緬尼吐巴省 - 首席檢控官（Chief Crown Attorney） - Manitoba Prosecution Service
- 紐賓士域省 - 首席檢控官（Chief Crown Prosecutor） - Crown Prosecutors Office
- 紐芬蘭與拉布拉多省 - 首席檢控官（Chief Crown Prosecutor） - Public Prosecution Office
- 諾華斯高沙省 - 首席檢控官（Chief Crown Attorney） - Office of Public Prosecution[2]
- 安大略省 - 首席檢控官（Chief Crown Attorney） - Crown Attorney's Office
- 愛德華王子島省 - 首席檢控官（Chief Crown Attorney） - Crown Attorneys' Office[3]
- 魁北克省 - 刑事檢控專員（Directeur des poursuites criminelles et pénales） - Bureau du Directeur des poursuites criminelles et pénales
- 沙斯卡寸旺省 - 首席檢控官（Chief Crown Prosecution） - Public Prosecution Office
- 育空地區 - 首席檢控官（Chief Crown Prosecution） - Crown Prosecution Office
- 西北地區 - 首席檢控官（Chief of Public Prosecution） - Office of Public Prosecution
- 努納武特地區 - 刑事檢控專員（Director of Public Prosecution） - Public Prosecution Service of Canada